# شرلوک هولمز (فیلم ۱۹۲۲)
شرلوک هولمز (انگلیسی: Sherlock Holmes) فیلمی در ژانر جنایی، معمایی و درام به کارگردانی آلبر پارکر است که در سال ۱۹۲۲ منتشر شد. از بازیگران آن می‌توان به جان باریمور، رولاند یانگ، کارول دمپستر، ویلیام پاول، دیوید تورنس و هدا هاپر اشاره کرد.